# Ben Jakober
Ben Jakober (Viena, 31 de juliol de 1930) és un escultor austríac. Està casat amb l'artista Yannick Vu.
De 1942 i fins a 1948 va estudiar al Mill Hill School d'Anglaterra. De 1955 i fins a 1968 treballà a una financera. En 1968 inicià la seva carrera artística, fent exposicions a diferents llocs com: París, Madrid, Palma, Budapest.
A diferents punts de Mallorca hi ha obres seves, com a Alcúdia, o en el campus de la Universitat de les Illes Balears.
És membre de la Fellow of the Royal Society of British Sculptors.
Membre fundador de la Fundació Yannick & Ben Jakober a Alcúdia.
El 26 de juliol de 2008, l'ajuntament d'Alcúdia entregà la Medalla d'Or d'Alcúdia a la Fundació Yannick i Ben Jakober amb la presència de destacades personalitats del món de l'art i la societat mallorquina, membres del govern Balear, del Consell de Mallorca i polítics locals.